# Robert Dickson (hockey sur glace)
Pour les articles homonymes, voir Dickson et Robert Dickson.
Robert « Bruce » Dickson (né le 22 avril 1931 à Edmonton et mort le 1er décembre 2023) est un joueur canadien de hockey sur glace.

## Carrière
Robert Dickson commence sa carrière comme attaquant au sein du Edmonton Athletic Club, club de la Ligue de hockey junior d'Edmonton, de 1947 à 1949. Il passe la saison 1949-1950 avec les Tigers de Medicine Hat, club de la Ligue de hockey junior de l'Ouest canadien (WCJHL). En août 1950, le concessionnaire automobile James Christiansen, qui financera plus tard le voyage des Mercurys d'Edmonton aux Jeux olympiques d'hiver de 1952, accepte de parrainer une équipe de hockey junior à Edmonton. Dickson accepte de faire partie de cette équipe. Cependant l'équipe nouvellement formée se voit refuser l’entrée dans la WCJHL un mois plus tard et l'Association de hockey de l'Alberta suggère que l’équipe, bientôt connue sous le nom des Oil Kings d'Edmonton, dispute une série de matchs amicaux contre les équipes de la ligue. Il parvient à convaincre et est signé par l'équipe senior des Mercurys d'Edmonton.
En juillet 1951, le président de l'Association canadienne de hockey amateur, Doug Grimston, annonça que les Mercurys représenteront le Canada au hockey sur glace aux Jeux olympiques de 1952 à Oslo. L'équipe parcourt l'Europe pendant trois mois, jouant une cinquantaine de matchs. Le Canada devient champion olympique. Dickson, le plus jeune de l'équipe, marque sept buts, notamment un but contre la Norvège à la 25e seconde (le plus but le plus rapidement marqué par le Canada lors des Jeux Olympiques), et fait deux passes décisives en huit matchs.
Il déménage ensuite aux États-Unis. De 1953 à 1956, Dickson joue pour l'université de Denver, les Pionniers. Il s'installe ensuite à Littleton (Colorado) et devient entraîneur. En 1998, il aide à l'entraînement de plusieurs joueurs de l'équipe nationale canadienne aux Jeux olympiques de cette année-là.
Comme membre de l'équipe olympique canadienne, Dickson est intronisé au Musée du Temple de la renommée des sports de l'Alberta en 1968 et avec les Mercurys d’Edmonton de 1952, il est intronisé au Temple de la renommée olympique du Canada en 2002.